# La caída de la casa Usher (película de 1960)
La caída de la casa Usher (House of Usher) es una película de terror estadounidense de 1960, dirigida por Roger Corman y producida por American International Pictures. Contó con Vincent Price, Mark Damon, Myrna Fahey y Harry Ellerbe como actores principales. El guion, escrito por Richard Matheson, está basado en el cuento homónimo de Edgar Allan Poe publicado en 1839.

## Trama
A mediados del siglo XIX, un joven llamado Philip Winthrop (Mark Damon) viaja desde Boston a la casa de la familia Usher, una mansión que se encuentra rodeada por un pantano y un paisaje estéril. Philip pretende reunirse con su prometida, Madeline Usher (Myrna Fahey), y llevarla de vuelta a Boston, donde habían pasado algunos días juntos. Sin embargo, el hermano de Madeline, Roderick (Vincent Price), se opone al matrimonio de ambos y le ordena al visitante que se vaya de la casa. Roderick le explica que los miembros de la familia Usher padecen una enfermedad hereditaria que hace que sus sentidos sean más sensibles de lo normal, situación que se va haciendo más insoportable con el pasar de los años. A pesar de esto, Philip decide quedarse en la casa y atender a Madeline, quien se encuentra enferma en cama.
Philip logra convencer a su prometida de contraer matrimonio e irse juntos a Boston. Al enterarse de su decisión, Roderick discute con Madeline, tras lo cual la joven fallece súbitamente. Según Roderick, esto se debió a que el corazón de su hermana se encontraba débil. El cuerpo de Madeline es llevado dentro de un ataúd a la cripta subterránea de los Usher.
Mientras se prepara para irse de la casa, Philip descubre, gracias al mayordomo de los Usher, Bristol (Harry Ellerbe), que Madeline padecía catalepsia, lo que lo hace dudar de la veracidad de su muerte. El joven enfrenta a Roderick y lo culpa de haber sepultado viva a su hermana. Roderick le dice que se vio obligado a hacerlo, ya que el linaje de los Usher estaba maldito por los crímenes que habían cometido sus antepasados. Su plan era que la maldición finalizara con él y su hermana.
Philip baja a la cripta de los Usher, donde descubre que el ataúd de Madeline está vacío. La joven había logrado escapar y, presa de la demencia, comienza a recorrer la casa en busca de su hermano. Al encontrar a Roderick, Madeline intenta asesinarlo, y el enfrentamiento provoca un incendio en la casa. Ambos hermanos mueren consumidos por las llamas. Philip, en cambio, logra escapar y ve cómo la casa se derrumba y hunde en el pantano.

## Reparto
| Actor         | Personaje       |
| ------------- | --------------- |
| Vincent Price | Roderick Usher  |
| Mark Damon    | Philip Winthrop |
| Myrna Fahey   | Madeline Usher  |
| Harry Ellerbe | Bristol         |

## Diferencias con el cuento
La película presenta muchas diferencias en los detalles con respecto al escrito de Poe, pero también existen cambios substanciales.
- En el texto de Poe, el protagonista no es el prometido de Madeline, sino un muy buen amigo de adolescencia de su hermano Roderick. A despecho de la historia, el cambio se debió probablemente a que en filmes de Hollywood con frecuencia se introducen romances para hacerlos más comerciales.
- El protagonista es invitado por Roderick a su casa, y no se le niega la estadía, al contrario.
- El original se detiene más en los sentimientos experimentados al comienzo, cuando el narrador llega a caballo a la mansión.
- En el cuento, Roderick confiesa la catalepsia, no es ningún secreto.
- La película se enfoca más en el misterio y cierta forma de suspense.

## Producción

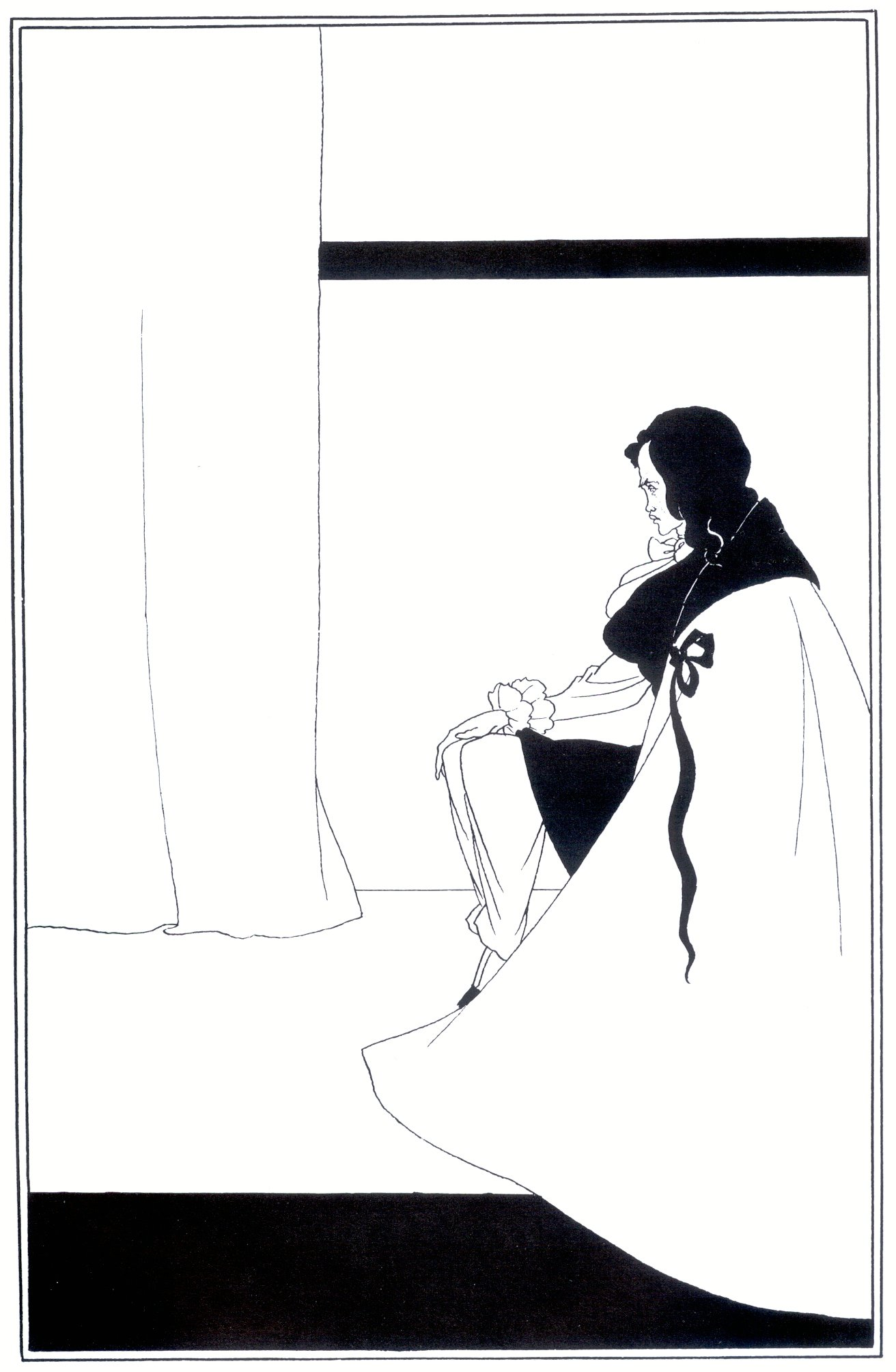
Ilustración de La caída de la casa Usher realizada por Aubrey Beardsley. El cuento de Poe sirvió como base para el argumento de la película.

El director Roger Corman le propuso al estudio American International Pictures realizar una película en color, a diferencia de las cintas en blanco y negro que había hecho durante los años 1950, con un período de producción mayor a los diez días que le tomaba filmar sus películas de aquel entonces. La historia escogida fue el cuento La caída de la casa Usher, de Edgar Allan Poe, ya que era una historia relativamente conocida y estaba en el dominio público, lo que significaba un menor costo. El guionista fue Richard Matheson, quien agregó algunos elementos al cuento de Poe, como la historia de amor entre Madeline y Philip. Aunque James Nicholson aprobó el guion, Sam Arkoff no estuvo seguro sobre su contenido, ya que la película no tenía un monstruo, lo que caracterizaba a las cintas del estudio. Ante esto, Corman le explicó que la casa era el monstruo, y el proyecto fue aprobado. La cinta contó con un presupuesto de 270 000 dólares.
Antes de comenzar a rodar, Corman utilizó un día y medio para ensayar algunas escenas con los actores y planear movimientos de cámara. La primera escena de la película, en la que el personaje de Mark Damon llega en su caballo a la casa de la familia Usher, fue filmada en un bosque de Hollywood Hills (Los Ángeles) que había sido arrasado el día anterior por un incendio. La caída de la casa Usher fue la primera película de Corman filmada en Cinemascope. Las pinturas que aparecen en el filme fueron realizadas por un artista llamado Burt Schoenberg, y tras finalizar los 15 días de rodaje, algunos miembros del equipo de producción, entre ellos Vincent Price, se llevaron las pinturas a sus casas.

## Recepción
En 2005, la Biblioteca del Congreso de Estados Unidos la escogió junto a otras cintas para formar parte del National Film Registry, archivo cinematográfico que se dedica a conservar películas "cultural, histórica o estéticamente significativas".

## Otras películas
A raíz del éxito de la película, la productora American International Pictures y Corman realizaron nuevas adaptaciones de relatos de Poe entre 1960 y 1964. Las películas son: 
- Pit and the Pendulum (1961)
- La obsesión (1962)
- Tales of Terror (1962)
- El cuervo (1963)
- The Haunted Palace (1963)
- La máscara de la muerte roja (1964)
- La tumba de Ligeia (1964)

Vincent Price interpreta papeles protagonistas en todas las películas, excepto en La obsesión, en la que no participó por motivos contractuales. 
Aunque The Haunted Palace (1963) toma el título de un poema que aparece en el cuento La caída de la casa Usher, adapta en realidad el relato El caso de Charles Dexter Ward, de H.P. Lovecraft.